# Istvaeones

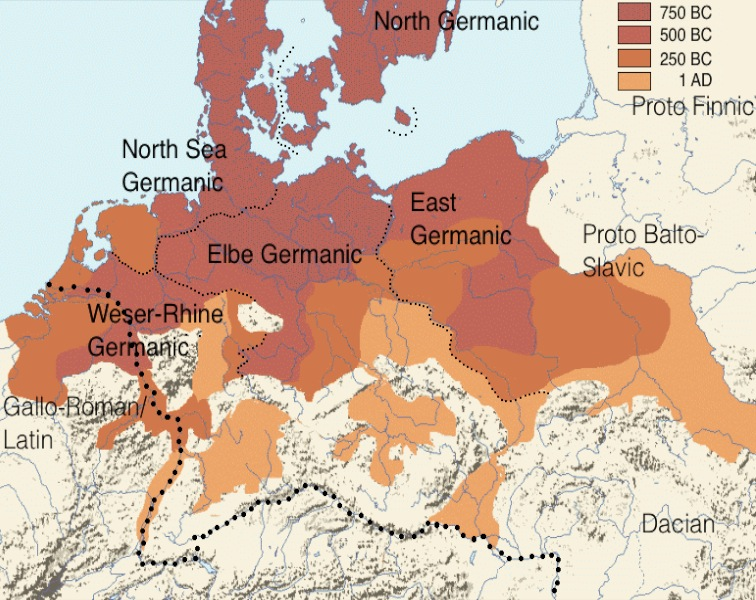
Hoofdgroepen der Germanen
Istvaeones (Weser-Rhine-Germanic) in oranje

De Istvaeones (ook wel Istaevones, Istriaones, Istriones, Sthraones, Thracones, Rijn-Germanen of Rijn-Wezer-Germanen genoemd) waren volgens Tacitus een van drie hoofdgroepen der Germanen. De drie groepen worden tegenwoordig als de West-Germanen ingedeeld.
Het verspreidingsgebied van de Istvaeones is congruent met dat van de Rijn-Wezer-Germanen. Het correspondeert aldus geografisch ook met het stamgebied van de latere Franken, van wie onder meer de Nederlanden de erfgenamen zijn. De oude etnische benaming leeft voort in het taalkundige begrip Istvaeoons.

## Mythologie

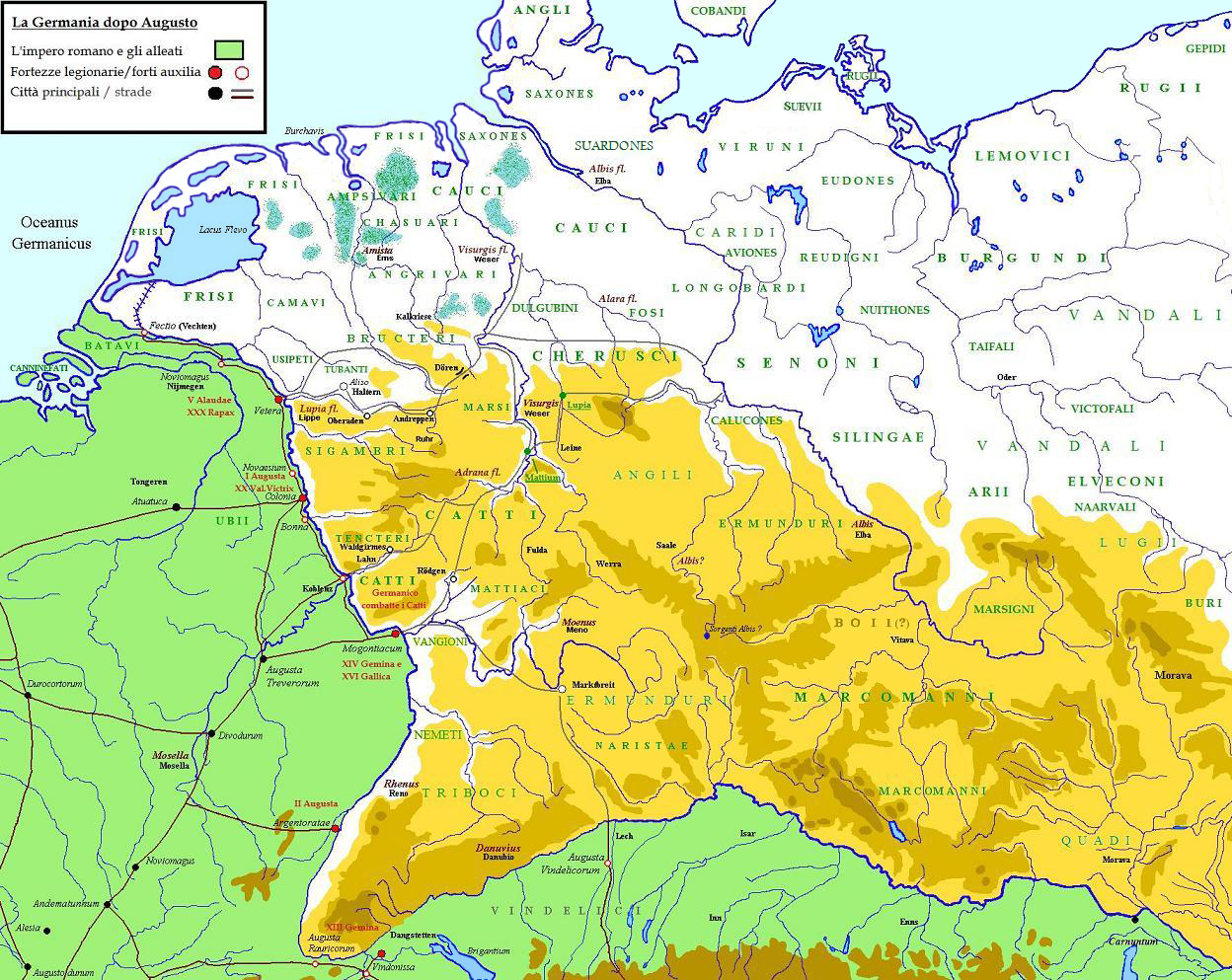
Bevolking van Germania Magna ten tijde van Romeins keizer Augustus.
(NB: de kaartondergrond geeft niet de situatie aan het begin van onze jaartelling weer)

Tacitus noemt in zijn Germania de drie zonen van het mythische personage Mannus, die de stamvaders van de drie hoofdgroepen (proto-stammen) Ingvaeones, Herminones en Istvaeones zouden worden. Tot deze drie groepen worden onder andere de volgende stammen gerekend:
- Ingvaeones (Noordzee-Germanen): later Angelen, Friezen, Saksen
- Herminones (Elbe-Germanen): later Alemannen, Sueben
- Istvaeones (Rijn-Wezer Germanen): later Franken

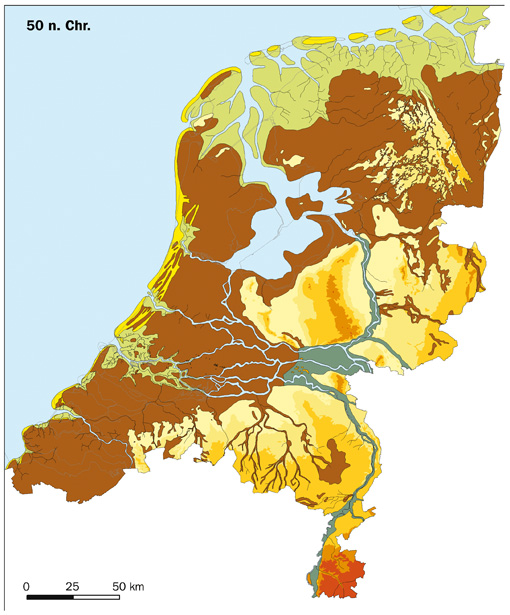
Zo zag het gebied van het huidige Nederland er rond het jaar 10 in werkelijkheid uit

Plinius de Oudere noemde in boek IV van zijn Naturalis historia vijf Germaanse stamverbanden:
- de Ingvaeones, bestaande uit (Cimbren, Teutonen en Chauken)
- de Istvaeones, die het dichtst bij de Rijn woonden
- de Hermiones: (Sueben, Hermunduren, Chatten en Cherusken)
- de Vandalen, waartoe volgens hem de Bourgondiërs, Warnen, Charini en Gutones behoorden
- de Bastarnen en de van hen afstammende Peucini, aan de grenzen met Dacië.

De Vandalen worden tegenwoordig als Oost-Germaans ingedeeld, de classificatie van de Basternae is omstreden.
In de 19e eeuw leidde de grondlegger van de Keltologie Johann Kaspar Zeuß de naam Istvaeonen terug op het gotisch/vandalische geslacht der Azdingi, dat volgens Jacob Grimm verbonden was met Hazdiggo (Haddingr). Aldus zouden de Istvaeonen oorspronkelijk uit het gebied van de Weichsel stammen. Deze theorieën worden door de moderne archeologie echter niet bevestigd.